# Савченко, Василий Прокофьевич
Василий Прокофьевич Савченко (1921 год, с. Новоукраинское, Армавирский отдел, Кубано-Черноморская область, РСФСР, СССР (ныне Гулькевичский район, Краснодарский край, Россия) — 28 марта 1945, с. Федимеш (ныне в составе района  Нове-Замки, Нитранский край, Словакия) — участник Великой Отечественной войны, казак 1-го эскадрона 36-го гвардейского кавалерийского полка 10-й гвардейской кавалерийской дивизии (2-й Украинский фронт), гвардии рядовой. Закрыл своим телом амбразуру пулемёта.

## Биография
Родился в 1921 году в Новоукраинском. Закончил семь классов, школу ФЗО. В августе 1940 года Гулькевичским РВК призван в действующую армию. Служил в Закавказье в пограничных войсках. Добился отправки на фронт, был ранен.
По состоянию на конец 1944 года воевал в 10-й гвардейской кавалерийской дивизии.
Отличился 28 декабря 1944 года, когда в районе села Ладзань (близ Левице) провёл разведку переднего края противника, огневых точек, чем способствовал занятию эскадроном села. Был награждён медалью «За боевые заслуги» 
28 марта 1945 года 10-я гвардейская кавалерийская дивизия с тяжёлыми боями продвигалась по Словакии, и находилась на подступах к Братиславе. 36-й гвардейский кавалерийский полк с севера наступал на село  Федимеш. 1-й эскадрон подошёл вплотную к селу, но в это время с его окраины начал бить пулемёт. Казаки принялись окапываться, а гвардии рядовой Савченко вызвался уничтожить пулемётную точку гранатами. Он скрытно подобрался к пулемётной точке, и метнул туда две гранаты, но пулемёт продолжил стрелять. Затем Савченко расстрелял боезапас, и, оставшись без патронов, закрыл телом амбразуру пулемёта.
Похоронен на кладбище в селе Федимеш.

Эскадрон приближался к северной окраине Федимеша. Уже виднелись дома, каменные заборы между ними. И тут бешено застрочил немецкий пулемет. Попадали казаки, сраженные беспощадным огнем. Эскадрон залег, попробовал подняться в атаку — и снова губительный огонь. И тогда, сливаясь с землей, вперед пополз рядовой Василий Савченко. Пули ложились рядом с ним, вздымая фонтанчики пыли. Но он упрямо полз, стиснув зубы. Вот она, вражья нора. Он с силой бросил гранату, вторую. Пулемет кашлянул и умолк. Василий с надеждой приподнялся, но пулемет затарахтел снова.
Бесстрашный казак до боли сжал ствол автомата, посылая короткие очереди. Но враг не утихал. Василий нажал на спусковой крючок, но автомат не дрогнул, как обычно. Опустел диск. И тогда все увидели, как метнулся вперед советский воин. И, словно захлебнувшись, пулемет замолк. Эскадрон, вдохновленный подвигом Савченко, ринулся в атаку.
Тяжело пережили казаки-гвардейцы смерть своего боевого друга, повторившего подвиг Матросова. Отдав последние воинские почести, они похоронили его в селе Федимеш
— Плиев И. А. Дорогами войны, М.: «Книга», 1985
Подвиг гвардии рядового Василия Савченко остался не отмеченным наградами.